# Henri Béhar
Henri Béhar, né le 28 mai 1940 à Paris, est un professeur et un historien de la littérature française. Spécialiste de la littérature d’avant-garde, il a écrit des ouvrages de référence sur Alfred Jarry, Dada et le surréalisme. Il dirige la revue Mélusine (Cahiers du Centre de recherche sur le surréalisme). Fondateur de l’équipe de recherche Hubert de Phalèse, il est l’un des pionniers de l’utilisation de l’informatique dans les études littéraires. Il est depuis 2003 professeur émérite de l’Université Paris III, qu’il a dirigée de 1982 à 1986.

## Parcours
Après avoir été professeur au Centre de Phonétique appliquée puis professeur agrégé à l’École normale d’Arras, Henri Béhar est devenu maître-assistant à l’Université Paris III puis maître de conférences à l’Université nationale de Côte d’Ivoire. De 1977 à 2003, de retour en France, il a été professeur de littérature française à l’Université Paris III.

### Activités administratives
Dans le domaine administratif, Henri Béhar a créé à l’Université Paris III un diplôme d’études spécialisé en édition en 1990, devenu aujourd’hui un Master 2 reconnu dans la profession. Il est également le fondateur de la licence professionnelle « Écrivain Public ». Administrateur provisoire (octobre 1981-mars 1982) puis président de l’Université Paris III (mars 1982-novembre 1986), il a œuvré pour la modernisation de l’Université. C’est dans cette optique qu’il a été chargé de mission pour l’informatisation de l’Université (octobre 1991-décembre 1993) puis a assuré les fonctions de directeur du Centre Audiovisuel et informatique de l’Université (janvier 1994-février 2002).

### Activités de recherches
Henri Béhar est l’un des principaux promoteurs des études lexicales assistées par ordinateur. Il a fondé et dirigé le Centre de recherches Hubert de Phalèse, une équipe de recherche destinée à promouvoir les études littéraires assistées par ordinateur, et a consacré un ouvrage à ses travaux de linguistique quantitative, La littérature et son golem (1996). Dans le domaine culturel, il a mis en avant l’importance de la mise en contexte des textes littéraires ; ses Cultures de Jarry (1988) permettent de lire l’œuvre de cet auteur à la lumière des cultures hétéroclites qu’il convoque dans ses écrits. Henri Béhar est par ailleurs le président de la Société des Amis d’Alfred Jarry. Spécialiste des avant-gardes, il a fourni des études historiques, textuelles ou génétiques sur Dada ou Breton. Il a également fondé et dirige le Centre de recherches sur le surréalisme, qui coordonne les travaux sur ce sujet.

### Activités pédagogiques
En parallèle à ses activités de recherche, Henri Béhar a introduit l’informatique dans les cours prodigués à l’Université, en créant une banque de données d’histoire littéraire utilisable par les étudiants. Il est également le créateur d’un DEUG pluridisciplinaire à orientation progressive.

### Activités éditoriales
Henri Béhar est membre des comités éditoriaux de plusieurs revues, dont Europe, Dada/Surrealism, Francofonia et Avant-Garde. Il a dirigé les Cahiers Dada-Surréalisme (1967-1970) et dirige la revue Mélusine, consacrée à l’étude du Surréalisme.
Il dirige également la Bibliothèque Mélusine aux éditions l’Âge d’homme, la collection Les Pas Perdus aux éditions Phénix/Librissimo et la collection Cap’agreg aux éditions Nizet.

## Publications

### Essais
- Roger Vitrac, un réprouvé du surréalisme, Paris, Nizet, 1966, 330 p.
- Étude sur le théâtre dada et surréaliste, Paris, Gallimard, 1967, 358 p. coll. « Les Essais ». Nouvelle édition revue et augmentée : Le Théâtre dada et surréaliste, Idées/Gallimard, 1979, 444 p.
- Jarry dramaturge, Paris, Nizet, 1980, 304 p.
- Vitrac, théâtre ouvert sur le rêve, Bruxelles, Labor, Paris, Fernand Nathan, 1981, 254 p. (Réédition, Lausanne, L’Âge d’homme, 1993).
- Le Surréalisme, textes et débats (en collaboration avec Michel Carassou), Paris, Hachette, 1984, 509 p. réédition 1992.
- Les Pensées d’André Breton, (avec la collaboration de Maryvonne Barbé et de Roland Fournier), Lausanne, L’Âge d’homme, 1988, 362 p.
- Les Cultures de Jarry, Paris, Presses Universitaires de France, 1988, 312 p. coll. Ecrivains. (Repris aux Éditions Nizet, 1994).
- Littéruptures, Lausanne, L’Âge d’homme, 1988, 256 p. « Bibliothèque Mélusine ».
- André Breton le grand indésirable, Paris, Calmann-Lévy, 1990, 475 p. « Biographie ».
- Dada, histoire d’une subversion, (en collaboration avec Michel Carassou), Paris, Fayard, 1990, 264 p. Nouvelle édition en 2005.
- La Littérature et son golem, Paris, Honoré Champion, 1996, 254 p. coll. Travaux de linguistique quantitative, no 58.
- Le Surréalisme dans la presse de gauche (1924-1939), Paris, éditions Paris-Méditerranée, 2002, 348 p.
- Les Enfants perdus, essai sur l’avant-garde, Lausanne, L’Âge d’Homme, 2002, 288 p. Nouvelle édition en 2010.
- La Dramaturgie d’Alfred Jarry, Paris, Honoré Champion, 2003, 412 p., coll. Littérature de notre siècle, no 22.
- Tristan Tzara, essai, Paris, Oxus, 2005, 258 p., coll. « Les Roumains de Paris ».
- André Breton le grand indésirable, Paris, Fayard, 2005, 542 p.
- Analyse d’À la recherche du temps perdu de Marcel Proust, Paris, Pocket, 2006, 281 p.
- André Breton, Arcane 17, fac-similé du manuscrit original, édition préparée et présentée par Henri Béhar, Paris, Biro éditeur, 2008 (édition de luxe en 2 volumes sous coffret, l’un contenant le fac-similé, 18 × 23,5 cm, 48 pages, quadrichromie ; l’autre : « D’un poème objet » et la transcription par HB, le texte d’André Breton, 18 × 23,5 cm, 240 pages, noir) ; édition courante en un volume relié 17,5×24 cm, 254 p. + D ill.
- La Littérature et son golem, tome II Paris, éditions Classiques Garnier, 2010, 378 p.
- Ondes de choc, nouveaux essais sur l’avant-garde, Lausanne, L'Âge d'Homme, 2010, 344 p.
- Essai d’analyse culturelle des textes, Paris, Éditions Classiques Garnier, coll. « Théorie de la littérature », 2022, 250 p.
- Histoire des faits littéraires, Paris, Éditions Classiques Garnier, coll. « Théorie de la littérature », 2023, 267 p.
- Lumières sur Maldoror, Paris, Classiques Garnier, coll. « Bibliothèque de littérature du XXe siècle », 2023, 155 p.

### Éditions critiques
- Roger Vitrac : Dés-lyre, poésies complètes présentées et annotées par H. B., Paris, Gallimard, 1964, 224 p.
- Roger Vitrac : Théâtre t. III et IV, Paris, Gallimard, 1964.
- Tristan Tzara : Œuvres complètes, texte établi, présenté et annoté par H. B., t. I, Paris, Flammarion, 1975, 746 p. t. II, 1977, 473 p. t. III, 1979, 637 p. t. IV, 1980, 693 p. t. V, 1982, 714 p. t. VI, 1991, 640 p.
- Tristan Tzara : Grains et issues, chronologie, préface, notes et dossier établis par H. B., Paris, Garnier-Flammarion, 1981, 310 p.
- Alfred Jarry : Ubu roi avec une notice biographique, une notice historique et littéraire, des notes explicatives, une documentation thématique et pédagogique par H. B., Paris, Larousse, 176 p.
- Inquisitions, fac-similé de la revue augmenté de documents inédits, présenté par H. B., Paris, Éditions du CNRS, 1990, 182 p.
- Jules Renard : Poil de carotte, préface, dossier, notes et commentaires par H. B., Paris, Presses Pocket, 1990, 348 p.
- Marcel Proust : Un amour de Swann, préface et parcours proustien par H. B., Paris, Presses Pocket, 1993, 402 p. [Deuxième édition, augmentée des « clés de l’œuvre » et allégée des illustrations, Paris, Presses Pocket, 2000, 402 p.]
- Alfred de Musset : On ne badine pas avec l’amour, préface et commentaires par H. B., Pocket no 6102, col. « Lire et voir les classiques ».
- Alexandre Dumas fils : La Dame aux camélias, introduction et commentaires par H. B., Pocket no 6103, 1994, 422 p. col. « Lire et voir les classiques ».
- Tristan Tzara, Dada est tatou, tout est Dada, introduction, établissement du texte, notes, bibliographie et chronologie par H. B., GF-Flammarion, no 892, 1996, 382 p.
- Alfred Jarry, Ubu roi, préface, notes et « clés de l’œuvre » par H. B., Pocket, no 6153, 2000, 259 p. col. « Pocket classiques ».
- Eugène Labiche, Un chapeau de paille d’Italie, préface, notes et « clés de l’œuvre » par H. B., Pocket, no 6260, 2003, 306 p. col. « Pocket classiques ».
- Alfred Jarry en verve, présentation et choix par H. B., éditions Pierre Horay, 2003, 128 p.
- Tristan Tzara, Œuvres théâtrales, texte établi et préfacé par HB, traduites en roumain par Vasile Robciuc, Les Cahiers Tristan Tzara, no 27-30, printemps 2007, 302 p.
- André Breton, Correspondance avec Tristan Tzara et Francis Picabia 1919-1924, présentée et éditée par H. B., Paris, Gallimard, 2017.
- Potlatch. André Breton ou la cérémonie du don, Tusson, Éditions du Lérot, 2019, 560 p. (dédicaces de et à André Breton - Michel Butor, Paul Claudel, Colette, Marguerite Duras, etc.)

### Choix d'articles, ouvrages collectifs
- « Du mufle et de l’algolisme chez Jarry », Romantisme, no 17-18, 1977, p. 185-201.
- Article « Dada », dans Encyclopaedia Universalis.
- Notices sur Baron, Collage, Congrès, Critique, Dada, Insolite, Théâtre, Titres, Tzara, Valençay, Vitrac et diverses œuvres dans Dictionnaire général du surréalisme et de ses environs, Fribourg, Office du Livre, Paris, P. U. F. 1982.
- « Hermétisme, pataphysique, surréalisme », Procedings of the Xth congress of the International Comparative Literature Association (New York, 1982) vol. II, Comparative poetics, Garland Publishing Inc. New York, 1985, p. 495-504.
- « 1936, arts et littérature », Europe, no 683, mars 1986 [direction de ce numéro spécial].
- « Les prérequis culturels de la lecture littéraire » dans : La Lecture littéraire, Actes du colloque de Reims publiés sous la direction de Michel Picard. Éditions Clancier-Guénaud, 1988, p. 312-328.
- L’Histoire littéraire aujourd’hui, (avec Roger Fayolle), Paris, Armand Co-lin, 1990, 187 p.
- Hubert de Phalèse (nom collectif) : Comptes À Rebours, l’œuvre de Huysmans à travers les nouvelles technologies. Paris, Nizet, 1991, 148 p.
- Hubert de Phalèse (nom collectif) : Guide de Voyage au bout de la nuit, Paris, Nizet, 1993, 160 p. coll. Cap’Agreg no 4.
- Hubert de Phalèse (nom collectif) : Voltaire portatif. Le Dictionnaire philosophique à travers les nouvelles technologies, Paris, Nizet, 1994, 160 p. coll. Cap’Agreg no 5.
- Hubert de Phalèse (nom collectif) : Dictionnaire des Misérables. Dictionnaire encyclopédique du roman de Victor Hugo réalisé à l’aide des nouvelles technologies, Paris, Nizet, 1994, 160 p. coll. Cap’Agreg no 6.
- Hubert de Phalèse (nom collectif) : Les Voix de La Condition humaine, Paris, Nizet, 1995, coll. Cap’Agreg no 7.
- « Paulhan-Breton, le poète et l’éminence grise, ou l’étrangeté d’une amitié », L’Herne, no 12, André Breton, 1998, p. 343-352
- « Ubu roi et la pataphysique », dans Le Siècle rebelle, Dictionnaire de la contestation au XXe siècle, Larousse, 1999, p. 609-611.
- « Le Casse du siècle, pour une périodisation multicritères du XXe siècle », dans Le Temps des Lettres, sous la direction de Michèle Touret et Francine Dugast-Portes, Presses universitaires de Rennes, 2001, p. 83-105.
- Formules no 11, Actes du colloque « Surréalisme et contraintes formelles », 2007 (en collaboration avec Alain Chevrier), 336 p.
- Alfred Jarry et les arts (en collaboration avec Julien Schuh), Actes du colloque de Laval, L’Étoile-Absinthe, no 115-116, du Lérot éditeur, 2008, 254 p.
- « D’un poème objet », dans André Breton, Arcane 17, fac-similé du manuscrit original, Paris, Biro éditeur, 2008, vol. II, p. 7-31.
- Poésie et politique au XXe siècle (dir. HB avec Pierre Taminiaux), Paris, Hermann, 2011, 396 p.
- Guide du Paris surréaliste (dir.), Paris, Éditions du patrimoine, coll. « Guides de Paris », 2012, 200 p.